# Aeropuerto de Perth
El Aeropuerto de Perth (del inglés: Perth Airport) (IATA: PER, OACI: YPPH) es un aeropuerto de uso nacional e internacional localizado al sur de Guildford, Australia Occidental y es el más grande aeropuerto comercial sirviendo a la capital de Australia Occidental. Es el cuarto aeropuerto más ocupado de Australia y juega un rol estratégico debido a su ubicación, tiene vuelos comerciales a Australia, Asia, el Océano Índico, Johannesburgo y Dubái. Este aeropuerto ha experimentado un fuerte crecimiento en el número de pasajeros que usan este aeropuerto en los últimos años. Este efecto es atribuido a un prolongado boom minero y al incremento de servicios aéreos internacionales de bajo costo. En la primera mitad del año 2008 el número de pasajeros aumento en 13,34%.
La terminal regional está ubicado a 12 km (7,5 mi) de Perth, mientras que el terminal internacional está a 17 km (10,6 mi) de Perth. El aeropuerto se encuentra cerca de algunas autopistas importantes como la Autopista Great Eastern y la Autopista Tonkin. La terminal regional es accesible desde la ciudad por medio del transporte público y el acceso al terminal internacional es posible desde la terminal regional.
El Aeropuerto de Perth recientemente ha anunciado planes de desarrollo para facilitar el incremento de número de pasajeros. Pero el CEO del aeropuerto ha confirmado que estos planes de desarrollo sólo proveerán facilidades de clase "C" de acuerdo a lo definido por IATA. Por ejemplo, inicialmente se anunció la instalación de 45 mangas pero luego se redujo a 25. El Gobierno del Estado de Australia Occidental se negó a financiar el desarrollo planeado.

## Aerolíneas y destinos

### Destinos nacionales
| Aerolíneas                         | Destinos |
| ---------------------------------- | --- |
| Airnorth                           | Alice SpringsEstacional: Darwin, Kununurra |
| Alliance Airlines                  | Kalgoorlie, Newman, Port Hedland Chárter: Barimunya, Cape Preston, Christmas Creek, Christmas Island, Coondewanna, Karratha, Leinster, Leonora, Mount Keith, Paraburdoo, Telfer, The Granites                                     |
| Jetstar                            | Adelaida, Brisbane, Cairns, Gold Coast, Melbourne, Sídney |
| Maroomba Airlines                  | Chárter: Dalgaranga, Golden Grove, Mount Magnet |
| National Jet Express               | Chárter: Barrow Island, Cue, Jundee, Karara, Laverton, Leinster, Leonora, Meekatharra, Mount Keith, Murrin Murrin, Newman, Nova, Plutonic, Tropicana                                                                              |
| Nexus Airlines                     | Geraldton |
| Qantas                             | Adelaida, Alice Springs, Brisbane, Broome, Canberra, Darwin, Kalgoorlie, Karratha, Melbourne, Newman, Port Hedland, Sídney Estacional: Hobart Chárter: Christmas Creek, Cloudbreak, Ginbata, Solomon                              |
| QantasLink                         | Broome, Darwin, Exmouth, Geraldton, Kalgoorlie, Karratha, Newman, Paraburdoo, Port Hedland Chárter: Carosue Dam, Christmas Creek, Cloudbreak, Eliwana, Ginbata, Iron Bridge, Koolan Island, Solomon, Wodgina                      |
| Rex Airlines                       | Albany, Carnarvon, Esperance, Monkey Mia |
| Skippers Aviation                  | Chárter: Burnakura, Darlot-Centenary, Jundee, Kalbarri, Laverton, Lawlers, Leinster, Leonora, Meekatharra, Mount Magnet, Plutonic, Sunrise Dam, Wiluna                                                                            |
| Virgin Australia                   | Adelaida, Brisbane, Broome, Cairns, Darwin, Kalgoorlie, Karratha, Kununurra, Melbourne, Newman, Port Hedland, Sídney Estacional: Launceston                                                                                       |
| Virgin Australia Regional Airlines | Adelaida, Broome, Christmas Island, Cocos (Keeling) Islands, Darwin, Hobart, Kalgoorlie, Karratha, Kununurra, Onslow, Port Hedland Chárter: Argyle, Barimunya, Barrow Island, Boolgeeda, , Busselton, West Angelas, Woodie Woodie |

### Destinos internacionales
| Ciudades por países                               | Nombre del aeropuerto                       | Aerolíneas                                                                                   | Aeronaves                      | Frecuencias semanales |        |
| África                                            | África                                      | África                                                                                       | África                         | África                | África |
| ------------------------------------------------- | ------------------------------------------- | -------------------------------------------------------------------------------------------- | ------------------------------ | --------------------- | ------ |
| Mauricio (1 destino, 1 aerolínea)                 |                                             |                                                                                              |                                |                       |        |
| Port Louis                                        | Aeropuerto Internacional de Mauricio        | Air Mauritius                                                                                | A3xx                           |                       |        |
| Sudáfrica (1 destino, 1 aerolínea)                |                                             |                                                                                              |                                |                       |        |
| Johannesburgo                                     | Aeropuerto Internacional de Johannesburgo   | Qantas (Estacional) South African Airways                                                    | A3x0                           |                       |        |
| Asia                                              |                                             |                                                                                              |                                |                       |        |
| Catar                                             |                                             |                                                                                              |                                |                       |        |
| Doha                                              | Aeropuerto Internacional Hamad              | Qatar Airways                                                                                | A380-861                       | 7                     |        |
| China (1 destino, 1 aerolínea)                    |                                             |                                                                                              |                                |                       |        |
| Shanghái                                          | Aeropuerto Internacional de Shanghái-Pudong | China Eastern Airlines (Estacional)                                                          | A330-243                       |                       |        |
| Emiratos Árabes Unidos (2 destinos, 2 aerolíneas) |                                             |                                                                                              |                                |                       |        |
| Dubái                                             | Aeropuerto Internacional de Dubái           | Emirates                                                                                     | A380-800                       | 7                     |        |
| Filipinas (1 destino, 1 aerolínea)                |                                             |                                                                                              |                                |                       |        |
| Manila                                            | Aeropuerto Internacional Ninoy Aquino       | Philippine Airlines                                                                          | A321LR                         |                       |        |
| Hong Kong (1 destino, 1 aerolínea)                |                                             |                                                                                              |                                |                       |        |
| Hong Kong                                         | Aeropuerto Internacional de Hong Kong       | Cathay Pacific                                                                               | B777-367ER                     |                       |        |
| Indonesia                                         |                                             |                                                                                              |                                |                       |        |
| Denpasar                                          | Aeropuerto Internacional Ngurah Rai         | Batik Air Batik Air Malaysia Citilink Indonesia AirAsia Jetstar Airways                      | A32x B737 A32x B787-8          |                       |        |
| Yakarta                                           | Aeropuerto Internacional Soekarno-Hatta     | Batik Air Citilink (Estacional) Indonesia AirAsia                                            | A32x                           |                       |        |
| Japón                                             |                                             |                                                                                              |                                |                       |        |
| Tokio                                             | Aeropuerto Internacional de Narita          | All Nippon Airways                                                                           | B787-9                         |                       |        |
| Malasia                                           |                                             |                                                                                              |                                |                       |        |
| Kuala Lumpur                                      | Aeropuerto Internacional de Kuala Lumpur    | AirAsia AirAsia X Batik Air Malaysia Malaysia Airlines                                       | A321-251NX A330-343* B737-8MAX |                       |        |
| Singapur                                          |                                             |                                                                                              |                                |                       |        |
| Singapur                                          | Aeropuerto Internacional de Singapur        | Jetstar Airways (inicia 1 de agosto de 2024) Qantas Scoot Singapore Airlines                 | A321-251NXLR A330ceo B787      |                       |        |
| Tailandia                                         |                                             |                                                                                              |                                |                       |        |
| Bangkok                                           | Aeropuerto Internacional Suvarnabhumi       | Jetstar Airways (inicia 6 de septiembre de 2024) Thai Airways (reinicia 31 de marzo de 2024) | A321-251NXLR B787-8            |                       |        |
| Phuket                                            | Aeropuerto Internacional de Phuket          | Jetstar Airways (inicia 6 de agosto de 2024)                                                 | A321-251NXLR                   |                       |        |
| Vietnam                                           |                                             |                                                                                              |                                |                       |        |
| Ciudad Ho Chi Minh                                | Aeropuerto Internacional de Tan Son Nhat    | Vietnam Airlines VietJet Air                                                                 | B787-9 A321-271N*              |                       |        |
| Europa                                            |                                             |                                                                                              |                                |                       |        |
| Francia                                           |                                             |                                                                                              |                                |                       |        |
| París                                             | Aeropuerto de París-Charles de Gaulle       | Qantas (inicia 12 de julio de 2024)                                                          | B787-9                         |                       |        |
| Italia                                            |                                             |                                                                                              |                                |                       |        |
| Roma                                              | Aeropuerto de Roma-Fiumicino                | Qantas (Estacional)                                                                          | B787-9                         |                       |        |
| Reino Unido                                       |                                             |                                                                                              |                                |                       |        |
| Londres                                           | Aeropuerto de Londres-Heathrow              | Qantas                                                                                       | B787-9                         |                       |        |
| Oceanía                                           |                                             |                                                                                              |                                |                       |        |
| Nueva Zelanda                                     |                                             |                                                                                              |                                |                       |        |
| Auckland                                          | Aeropuerto Internacional de Auckland        | Air New Zealand Batik Air Malaysia                                                           | B787-9 B737-8MAX               |                       |        |

### Carga
| Aerolíneas             | Destinos            |
| ---------------------- | ------------------- |
| Australian air Express | Melbourne           |
| Toll Priority          | Brisbane, Melbourne |

### Aerolíneas Charter
Estas aerolíneas proporcionan charters regulares para compañías mineras en Australia Occidental.
- AvWest
- Cobham
- Maroomba Airlines
- Network Aviation
- Skippers Aviation
- Skywest Airlines
- Star Aviation
- Casair

## Estadísticas
Ver fuente y consulta Wikidata.